# Pescador
|  | Per a altres significats, vegeu «El pescador». |

Un pescador és la persona que viu de les captures de peixos i altres animals aquàtics, ja que pesca prou quantitat per alimentar-se i vendre'n l'excedent. Pertanyent al sector primari, és una professió que ha existit des de la prehistòria en diverses modalitats, bàsicament pesca des de costa o amb vaixell. Es calcula que al món hi ha més de 30 milions de persones amb aquest ofici, especialment a l'Àsia. Els tècnics de la piscicultura també es consideren pescadors. El pescador pot ser una metàfora per referir-se a Jesús.

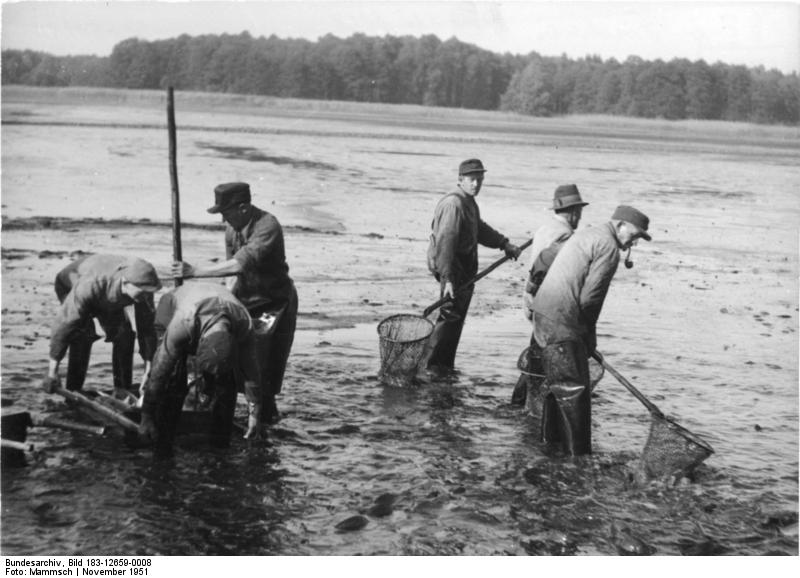
Pescadors del segle XIX

A Mallorca, els barris de pescadors eren Santa Catalina (el Jonquet) i el Puig de Sant Pere, situat dins el barri mariner (amb la Llonja dels mercaders, les drassanes i la parròquia de Santa Creu) i anomenat així en referència al col·legi professional dels pescadors, el patró dels quals era sant Pere, que veneraven a una capella de Santa Creu. Tenien la sala al carrer de Sant Pere, que prenia el nom del barri, i en el mateix carrer també tenien una capella particular dedicada al sant, de la qual solament es conserva el portal, d'estil renaixentista (1582). A l'indret de la Feixina, els pescadors hi tenien una gran caldera a disposició de tots els membres del col·legi per tenyir les arts de pesca. L'organització del col·legi es remunta al segle xiii, però, segurament atesa l'extracció social humil dels seus membres, no es configurà jurídicament fins a començament del segle xvi, i les primeres ordinacions no arribaren fins a 1677. En altres viles marineres de l'illa, com Alcúdia i Andratx, hi hagué col·legis de pescadors propis.